# جبريل ك. وارتون
جبريل ك. وارتون (بالإنجليزية: Gabriel C. Wharton)‏ هو سياسي أمريكي، ولد في 23 يوليو 1824 في مقاطعة كلبيبر في الولايات المتحدة، وتوفي في 12 مايو 1906 في رادفورد في الولايات المتحدة. حزبياً، نشط في الحزب الديمقراطي.